# John Chamber
John Chamber (mayo de 1546 – agosto de 1604) fue miembro del Merton College de la Universidad de Oxford, y más tarde del Colegio Eton. Clérigo de la Iglesia de Inglaterra y autor de textos sobre astronomía y astrología. Enseñó gramática, griego, y medicina. También es citado con la forma latina de su nombre, Johannes Chamberus.

## Biografía
Aparte de su bautismo en Swillington (Yorkshire) en mayo de 1546, poco se sabe de su vida antes de ingresar en Oxford. En octubre de 1568 obtuvo su licenciatura (BA) en el Merton College de la Universidad de Oxford, y en diciembre del año siguiente fue elegido un miembro a prueba de su universidad. Se doctoró en octubre de 1573, habiéndose ya ordenado como clérigo. En 1574 fue nombrado profesor de gramática, disertando sobre el Almagesto de Tolomeo. En 1576 fue nombrado profesor de griego y también de medicina.

En 1582 fue elegido miembro del consejo de Eton y se trasladó a Windsor, dejando sus cargos en Oxford. En 1583, Burghley nombró a Chamber con Henry Savile y Thomas Digges miembros de una comisión para considerar si Inglaterra debía adoptar el calendario gregoriano (propuesto por John Dee), y en 1584 ingresó en Merton para licenciarse en medicina.
En 1593 Chambers recibió la prebenda de la Catedral de Salisbury, y en junio de 1601 fue nombrado canónigo de la capilla de San Jorge (Windsor). Murió en Eton a principios de agosto de 1604. Su tumba se encuentra en la capilla de San George, donde figuraba una lápida conmemorativa (ahora perdida) donde se podía leer que "Chambers donó 1.000 libras a Merton para dotar dos becas para estudiantes de Eton y 50 libras para asistir a los pobres de Windsor".

## Trabajos
Su obra Barlaam monachi logistice (1600), dedicada a la reina Isabel I, era una traducción crítica del griego de la Logistica de Barlaam de Calabria, un tratado sobre aritmética astronómica, libro que había recibido aproximadamente en 1582 de Henry Savile. Fue seguida por  Treatise Against Judiciall Astrologie (1601), un trabajo contrario a la astrología, relacionado con su Astronomiae encomium, basado en la disertación sobre el Almagesto que presentó en Oxford en 1574.
Su Treatise Against Judiciall Astrologie era un ataque contra las creencias astrológicas en varios frentes. Denunció que los astrólogos se limitaban a producir almanaques, avergonzados por la escasa credibilidad de sus prácticas. Sólo las personas estúpidas confiarían en la astrología, mucho menos fiable que otras formas de pronóstico. Irónicamente se preguntaba si "un astrólogo sería capaz de realizar un horóscopo para los huevos del nido de un pájaro". Este ataque iba dirigido contra el libro A Defence of Judicial Astrology (1603), un trabajo ponderado de Christopher Heydon, quien proclamó que Chambers había malinterpretado y plagiado su obra. Chambers respondió con A confutation of astrological demonology, o, The divell's schole  (1604), del cual existe un único manuscrito inédito ahora en la Biblioteca Bodleiana. George Carleton también respondido a Heydon, con The Madnesse of Astrologers, finalmente publicado en 1624.